# Nagao Tamekage
Nagao Tamekage est un nom japonais traditionnel ; le nom de famille (ou le nom d'école), Nagao, précède donc le prénom (ou le nom d'artiste).
Nagao Tamekage (長尾 為景, 1489 ?-29 janvier 1543) est un daimyo et obligé du seigneur féodal japonais Uesugi Fusayoshi, durant la période Sengoku de l'histoire du Japon. Selon certains spécialistes comme George Bailey Sansom, la carrière de Nagao Tamekage fait de lui un représentant de l'émergence des daimyos et du passage de la puissance régionale des shugo (« gouverneur militaire de province »), gouverneurs et autres fonctionnaires du gouvernement à des seigneurs indépendants. Il est peut-être mieux connu comme le père biologique de Nagao Kagetora, qui sera adopté par le clan Uesugi sous le nom de « Uesugi Kenshin » et deviendra l'un des plus célèbres de tous les daimyos de la période Sengoku.

## Biographie
Adjoint (shugo-dai) de Fusayoshi, shugo de la province d'Echigo, Tamekage emmène les forces de son seigneur Uesugi Yamanouchi à la victoire contre Uesugi Ōgigayatsu dans une série de conflits entre 1500 et 1505. Cependant, en tant qu'un des nari-agari mono (成り上がり者), ou « arriviste » de cette période, Tamekage cherche à usurper son seigneur et combat un certain nombre de fois les forces des Uesugi au cours de la première décennie du XVIe siècle. Il assiège finalement Uesugi Fusayoshi en 1507 à Matsunoyama dans la province d'Echigo, siège au cours duquel Fusayoshi est tué. Tamekage poursuit un certain nombre de campagnes de son propre chef et gagne des territoires et du pouvoir. En 1510, Tamekage complote avec Jinbo Nagakiyo dans une tentative de renverser le clan Jinbo de l'intérieur en utilisant son statut de shugo-dai pour amener Nagakiyo à son côté. Nagakiyo entraîne alors son frère, Jinbo Nagatsuna, dans le complot qui vise à renverser Jinbo Yoshimune et à s'allier avec les Uesugi. Le complot dure plus d'un an et la patience de Tamekage s'amenuise. On croit que Tamekage s'est « arrangé » pour que la correspondance entre lui et les frères Jinbo soit découverte par un allié de Yoshimune, ce qui conduirait à leur exécution, peut-être une manière plus rapide d'affaiblir les Jinbo que le complot finalement mal conçu avec Nagakiyo. Les frères Jinbo sont exécutés et le clan Jinbo affaibli.
Tamekage s'attaque alors à Uesugi Akisada et le défait avec l'aide de Hōjō Sōun, autre puissance croissante dans la région. En quelques années, Nagao et Hōjō provoquent l'effondrement complet du clan Uesugi. Il a été dit qu'il s'est finalement perdu lui-même et a été tué à la bataille de Sendanno en 1536 en combattant les Ikkō-ikki de la province de Kaga, cependant le Senran-ki rapporte qu'il s'est retiré en faveur de son troisième fils en 1540 pour devenir moine.

## Source de la traduction
- (en) Cet article est partiellement ou en totalité issu de l’article de Wikipédia en anglais intitulé « Nagao Tamekage » (voir la liste des auteurs).